# Lanac transporta elektrona
Lanac transporta elektrona (engl. electron transport chain - ETC) povezuje elektronski transfer između donora elektrona (kao što je ) i akceptora elektrona (kao što je O2) sa transferom + jona (protona) kroz membranu. Rezultujući elektrohemijski protonski gradijent se koristi za generisanje hemijske energije u obliku adenozin trifosfata (ATP). Lanci elektronskog transporta su ćelijski mehanizmi koji se koriste za ekstrakciju energije iz sunčevog svetla u fotosintezi, kao i iz redoks reakcija, poput oksidacije šećera (respiracija).
U hloroplastima, svetlost proizvodi konverziju vode do kiseonika i + do NADPH sa transferom + jona kroz hloroplastne membrane. U mitohondriji, to je konverzija kiseonika do vode, NADH do NAD+ i sukcinata do fumarata, što generiše protonski gradijent. Neke bakterije imaju lance elektronskog transporta sa komponentama sličnim onima u hloroplastima ili mitohondrijama, dok druge koriste različite elektronske donore i akceptore. Respiratorni i fotosintetički elektronski transportni lanci su glavna mesta preranog prenosa elektrona na kiseonik. Time nastaju superoksidi i to potencijalno dovodi do povećanog oksidativnog stresa.

## Literatura
- Fenchel T; King GM; Blackburn TH (2006). Bacterial Biogeochemistry: The Ecophysiology of Mineral Cycling (2nd изд.). Elsevier. ISBN 978-0121034559.
- Lengeler JW; Drews G;  . (1999). Biology of the Prokaryotes. Blackwell Science. ISBN 978-0632053575.
- Nelson DL; Cox MM (2005). Lehninger Principles of Biochemistry (4th изд.). W. H. Freeman. ISBN 978-0716743392.
- Nicholls DG; Ferguson SJ (2002). Bioenergetics 3. Academic Press. ISBN 978-0125181211.
- Stumm W; Morgan JJ (1996). Aquatic Chemistry (3rd изд.). John Wiley & Sons. ISBN 978-0471511854.
- Thauer RK; Jungermann K; Decker K (1977). „Energy conservation in chemotrophic anaerobic bacteria”. Bacteriol Rev. 41 (1): 100—80. PMC 413997 . PMID 860983.
- White D. (1999). The Physiology and Biochemistry of Prokaryotes (2nd изд.). Oxford University Press. ISBN 978-0195125795.
- Kim HS.; Patel, K; Muldoon-Jacobs, K; Bisht, KS; Aykin-Burns, N; Pennington, JD; Van Der Meer, R; Nguyen, P; Savage, J (2010). „SIRT3 is a mitochondria-localized tumor suppressor required for maintenance of mitochondrial integrity and metabolism during stress”. Cancer Cell. 17 (1): 41—52. PMID 20129246. doi:10.1016/j.ccr.2009.11.023.

## Spoljašnje veze
- Electron+Transport+Chain+Complex+Proteins на 
- orijentacija proteina u membranama families/superfamily-3 - Kompleksi sa citohrom b-sličnim domenima
- orijentacija proteina u membranama families/superfamily-4 - Bakterijske i mitohondrijske citohrom c oksidaze